# Мортила-Кваљио (Рагуза)
Мортила-Кваљио је насеље у Италији у округу Рагуза, региону Сицилија.
Према процени из 2011. у насељу је живело 22 становника. Насеље се налази на надморској висини од 254 м.